# ジャック・フィリップ・マルタン・セルス
ジャック・フィリップ・マルタン・セルス（Jacques Philippe Martin Cels、1740年6月15日 – 1806年5月15日）は、フランスの園芸家である。

## 略歴
ヴェルサイユに生まれた。徴税請負人を務めていたが、フランス革命でその仕事を失うと、園芸商に転じ、海外の珍しい植物を育種、栽培、販売する商売を始めた。アンドレ・ミショーやルイ＝オーギュスタン・ボスク・ダンティク（Louis-Augustin Bosc d'Antic）が持ち帰った北米の植物の栽培に成功した。1795年にフランス科学アカデミーの農村園芸部門、農業アカデミーの会員に選ばれた。多くの分野での手引書を出版し、彼の栽培園の植物はエティエンヌ・ピエール・ヴァントナが解説し、有名な植物画家、ピエール＝ジョゼフ・ルドゥーテが図版を描いた「J-Mセレスの庭園で栽培された新しく珍しい植物」（"Description des plantes nouvelles et peu connues, cultivées dans le jardin de J.-M. Cels"）として1799年に出版された。1803年にもルドゥーテの弟子のパンクラース・ベッサが図版を描いた、「植物選集：セルスの庭園の栽培植物など」（"Choix de plantes :dont la plupart sont cultivées dans le jardin de Cels"）が出版された。

## 「J-Mセレスの庭園で栽培された新しく珍しい植物」のルドゥーテの図版

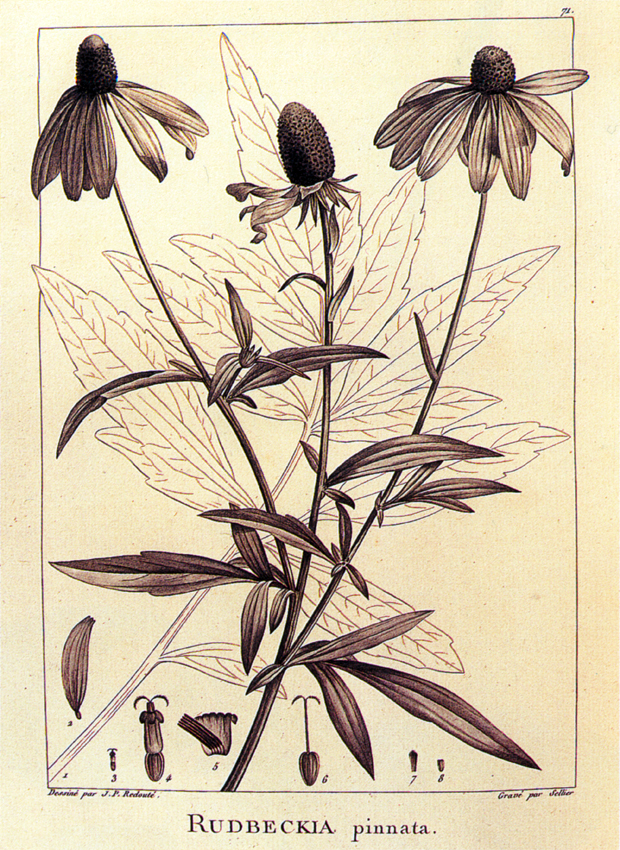
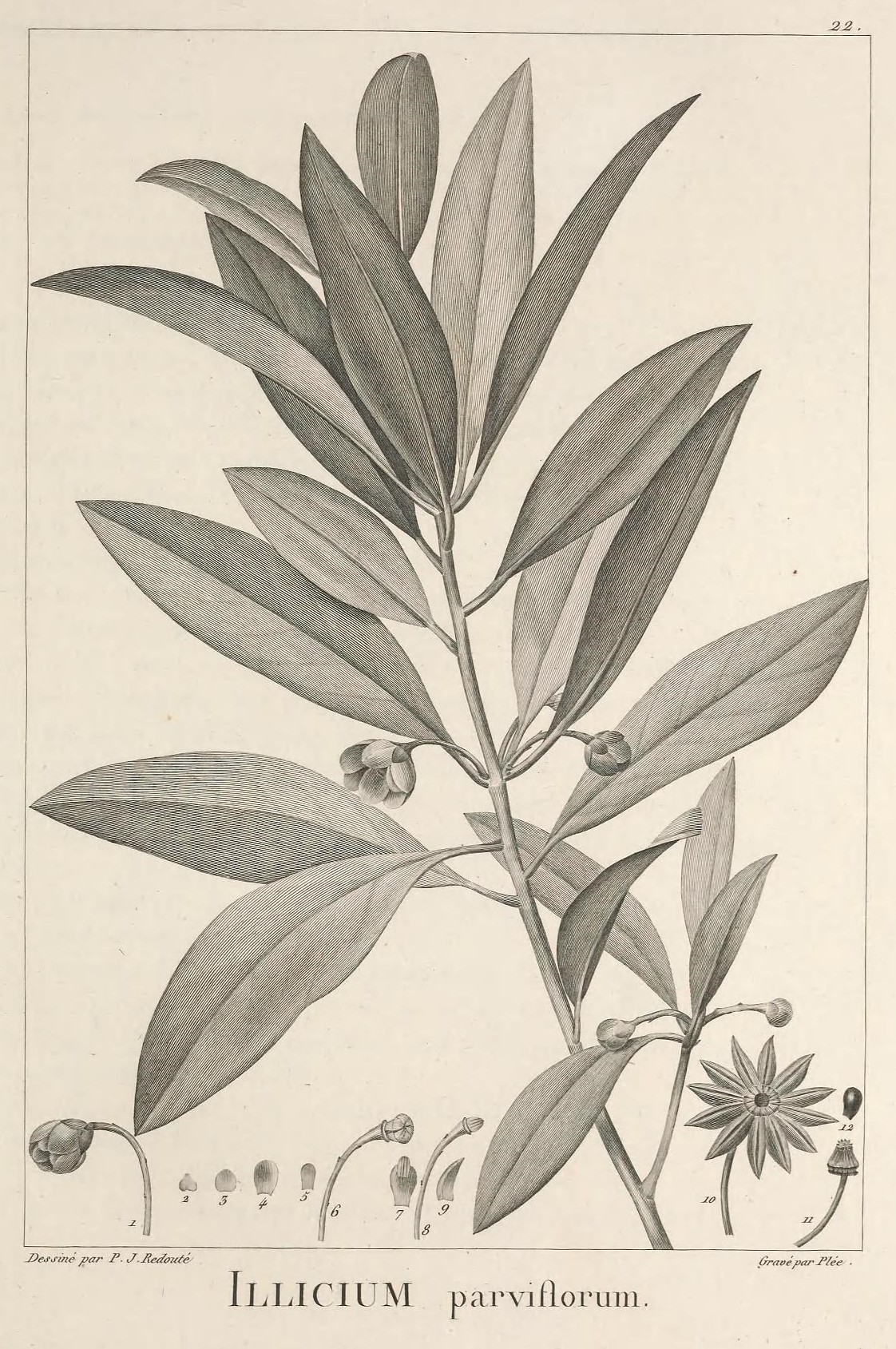
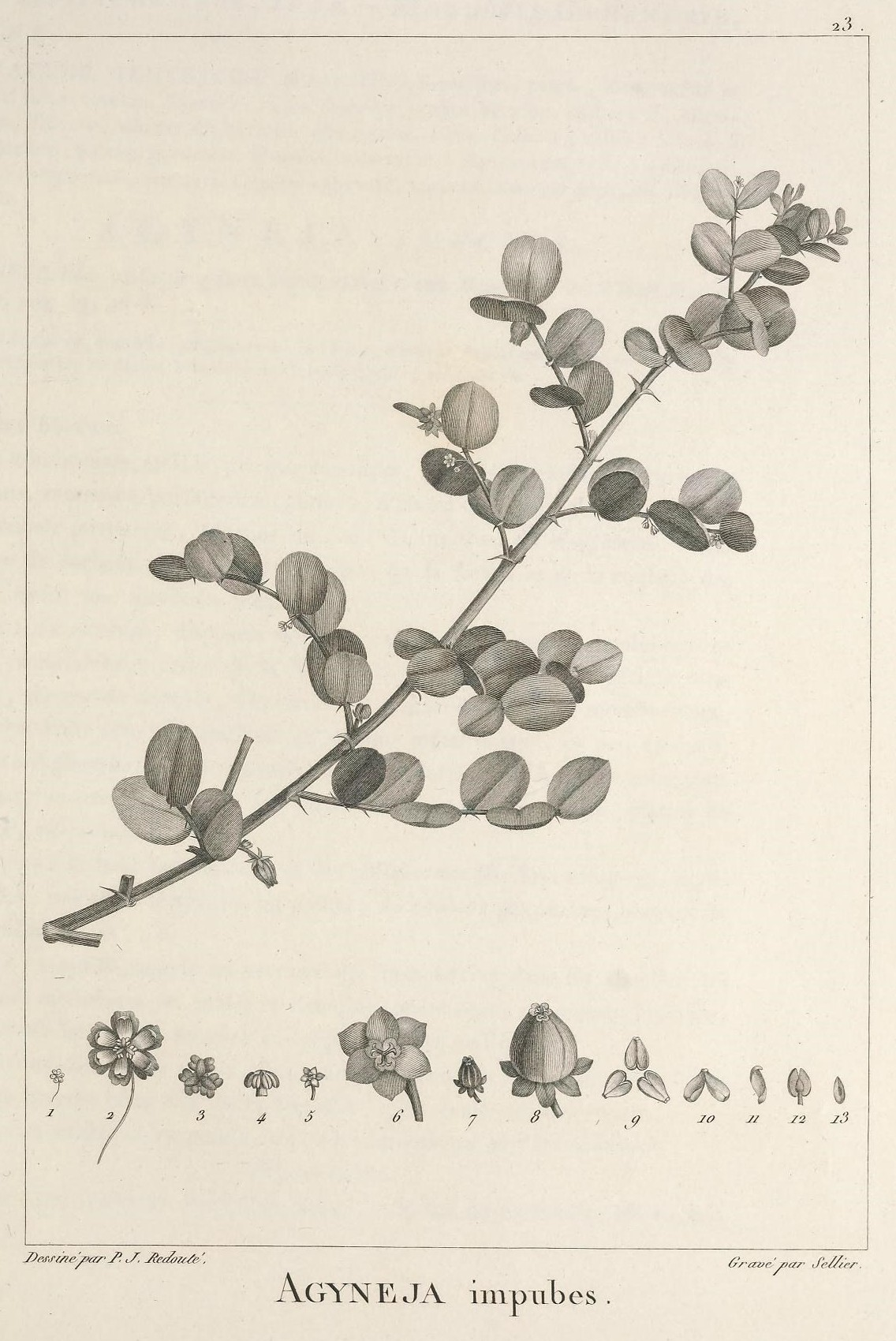
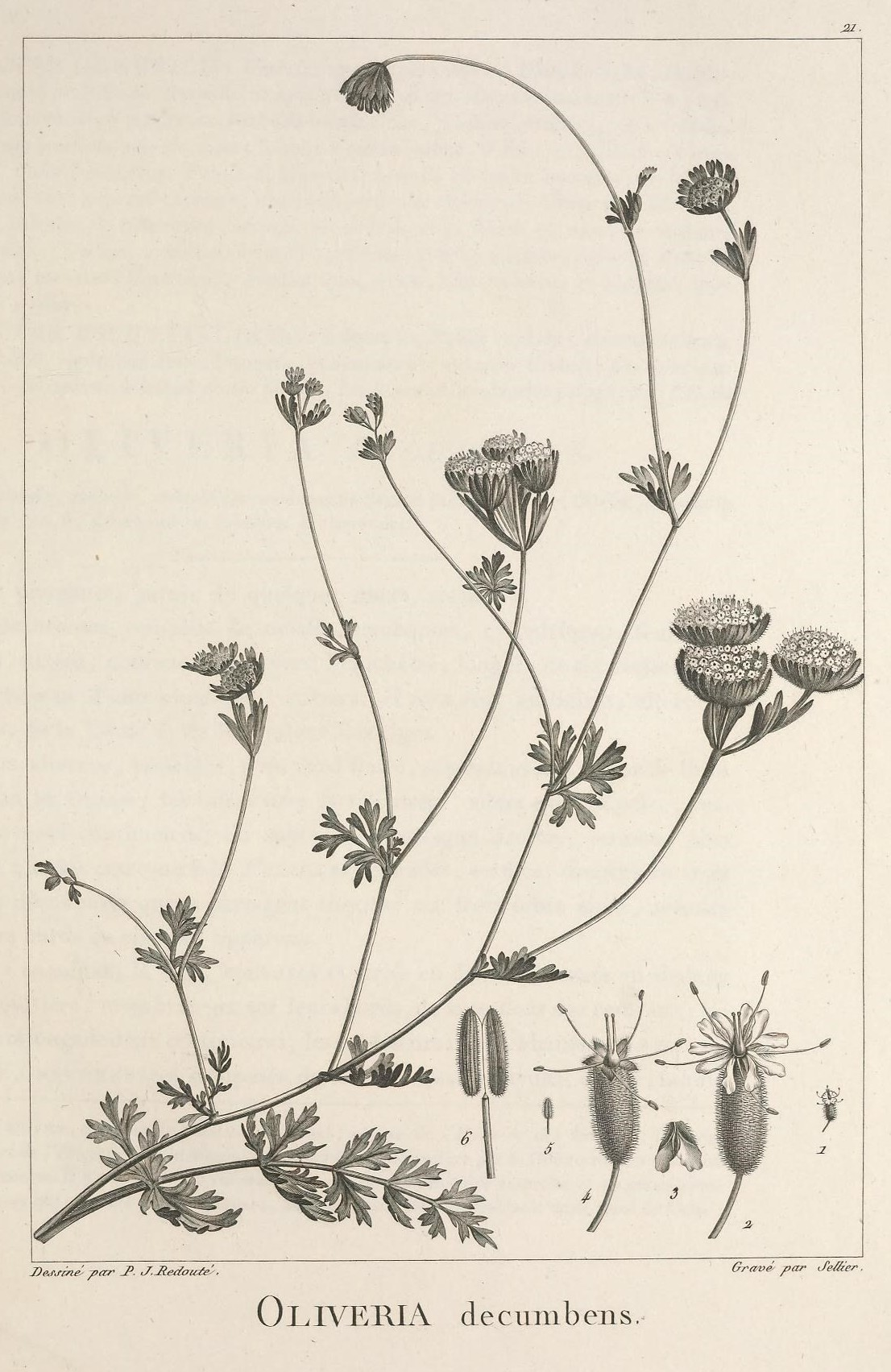

## 著作
- François-Hilaire Gilbertと共著、Instructions sur les effets des inondations et débordements des rivières, relativement aux prairies, aux récoltes de foin et à la nourriture des animaux, publiée par le Conseil d'agriculture du ministère de l'Intérieur, Paris : Impr. de la République, 1795, in-8°, 17 p[1].
- ドセレス（Olivier de Serres）の農学書、Théâtre d'agriculture の 1804-1805の記事を執筆